# معاوية بن أبي سفيان
أميرُ المُؤمِنين وخَليفَةُ المُسْلِمين أبُو عَبدِ الرَّحمَن مُعاويَة بنُ أبي سُفيانَ بن حَرب بن أُمَيَّة بن عَبدِ شَمس بن عَبدِ مَناف القُرَشِيُّ (15 ق.هـ - 60 هـ / 608 - 680 م)، من أصحاب النَّبيِّ مُحَمَّد، وأحد كُتَّاب الوحي. هو مؤسس الخِلافَة الأُمَويَّة وأوّل خُلَفائها، والخَليفةُ السَّادِس في ترتيب الخُلفاء للنبيِّ مُحَمَّد، وأوَّلُ مَلكٍ في الإسلام.
وُلِد مُعاوية في مدينة مَكَّة، حيث ينتمي لأُسرةٍ ثريَّة مرمُوقة، كما تعلَّم الكتابة والحساب. كان أبوه، أبُو سُفيان من سادات قُريش وكنانة وكان جده حرب بن أمية سيد قُريش وكنانة في حرب الفجار، كان أبوه مُعادياً للنبيُّ مُحَمَّد علنيَّة خلال البَعْثة النَّبويَّة؛ وقد أسلم معاوية مع أبيه وأخيه يزيد يوم الفتح وهذا على المشهور، ولكن رُوي عنه في الكتب المتأخرة أنه أسلم يوم القضية (أي: عمرة القضاء سنة 7 هجرية) ولكن كتم إسلامه، وظلّ مع المشركين حتى فتْح مَكَّة.
بعد توحيد الجَزيرةُ العَربيَّة على يد النبيُّ مُحَمَّد انتهت الزعامة القبليَّة آنذاك. وبعد وفاتِه، بُويع أبُو بَكرٍ الصَّديق خليفةً له، وولَّى مُعاوية قيادة جيش تحت إمرة ولواء أخيه يزيد بن أبي سُفيان، فكان على مقدمته أثناء فتح مدن صَيْدا، وعَرقة، وجبيل، وبَيْرُوت. وبعد أن بُويع عُمَر بن الخَطَّاب خليفةً للمُسلِمين بعد أبُو بَكر، عيَّنهُ والياً على الأُردُن، ثم ولاه دِمَشْق بعد وفاة أميرها وأخو مُعاوية يزيد، وفي أثناء خلافة قريبه عُثمان بن عَفَّان، جمَع لهُ بِلاد الشَّام كُلَّها، وجعل وُلاة أمصارِها تابعين له فأصبح مُعاوية أولُ واليًا على كُل بلاد الشَّام.
قُتل الخليفة عُثمان على يد الخارجين عليه، ثم بُويع عَلِيُّ بن أبي طالِب خلفاً له وسط توتر مشحون في المدينة، إلا أنَّ مُعاوية رَفض خلافته قبل أن يقتصَّ من قتلة ابن عمِّه عُثمان، وكان الخليفةُ عَلِي يرى توحيد الصُّفوف أولاً قبل القصاص من قتلتِه، ما أنشب حربًا أدَّى لمَعركة داميَة بين الطَّرفين، عُرفت بوَقْعَة صَفِّين في 37 هـ / 657 م، وانتهت بالتَّحكيم، ليستمر مُعاوية في حُكم الشَّام من دمشق غير معترفًا بالخليفة علي في الكوفة، ثُم بدأ حرب نفوذٍ فأرسل سريَّات عسكريَّة على الحجاز، واليمن، ومِصْر لضمهم إلى حُكمه، واستمر الخلاف بينهما حتَّى اُغتيل الخليفة عَلِيّ على يد عَبدُ الرَّحمن بن مُلجِم الخارِجيّ. بُويع الحَسَن بن عَلِيّ بالخِلافة بعد أبيه، إلا أنَّهُ آثر التَّنازُل عنها بعد ستة شُهورٍ لمُعاوية لأسباب عديدة من بينها إصلاح أحوال الأمة وحقن الدماء وإنهاء الفتن وذلك في 41 هـ / 661 م، وفق مُعاهدة صُلح عُرفت بعام الجماعة، وبذلك يُصبح مُعاوية أوَّلُ خليفةً للدَّولة الأُمَويَّة، مُتَّخِذاً من دِمَشْق عاصمة للخلافة.
حكم الخليفة مُعاوية دولة مُترامية الأطراف، امتدَّت من خُراسان شرقًا حتى إفريقية غربًا، ومِن اليَمَن جُنوبًا حتَّى بِلاد الكُرج شِمالًا. أسس الخليفةُ مُعاوية عددًا من السياسات التي كانت تُعد الأولى منذُ الخليفةُ الرَّاشدي أبُو بكر الصَّدِّيق، حيث أنشأ الدواوين، ومنصب الحاجب، كما اعتَنى بتأمين الحُدود للبِلاد، وقد تم استئناف الفُتوحات في عهده، فقد أرسل أوَّلُ حملةٍ على القسْطَنْطِينيَّة عاصِمة الرُّوم عام 43 هـ / 663 م، ورُغم أنَّها لم تكُن ناجِحة، إلا أنَّها مثَّلت تهديداً جديَّا للرُّوم، وقد استمرَّ في إرسال حملات أُخرى، فقد أعدَّ أُسطولاً بحرياً ليشُن حملة جديدة، فقد حُوصِرت القسْطَنْطِينيَّة على مدار أعوام مِن 54 حتَّى 60 هـ والمُوافِق مِن 674 حتَّى 678 م، وقد افتُتح عدداً من المَناطِق في عَهدِه، مثل الرُّخج من بِلاد سَجُستان، وكانت السَّند قد شهَدت مُحاولات مُتكررة لفتحِها.
حَكَم الخليفة مُعاوية حوالي تَسعَةَ عَشرَ عامًا، وذلِك حتَّى 60 هـ / 680 م، وقد أولَى بوِلاية العَهدِ مِن بعدِه، لابنِه يَزيد، وكان ذلك إيذاناً ببداية الفترة الملكيَّة في التَّاريخ الإسلامي، ومُخالفاً بذلك لمبدأ الشُّورى في اِختيار الخُلَفاء مُنذ أبُو بكرٍ، والذي شهد صِراعاً فيما بعد.

## نشأته

### نسبه
هو معاوية بن صَخْر بن حَرب بن أمَيَّة بن عَبدِ شَمْس بن عَبد مَناف بن قُصي بن كِلاب بن مُرة بن كَعب بن لُؤي بن غالِب بن فَهر بن مالِك بن النَّضر بن كِنانة بن خُزَيمة بن مُدرِكة بن إلياس بن مُضَر بن نِزار بن مُعد بن عدنان.
وأمّه: هند بنت عُتبة بن رُبَيْعة بن عَبدِ شَمْس بن عَبد مَناف بن قُصي بن كِلاب بن مُرَّة القُرَشيَّة.

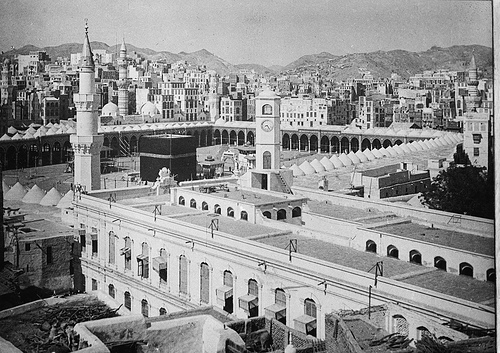
منظر عام لمكة المكرمة عام 1910 م حيث ولد وعاش معاوية بن ابي سفيان

### طفولته
ولد مُعاوية قبل البعثة بخمس سنين، وقيل بسبع، وقيل: بثلاث عشرة، والأول أشهر. وقد تفرس فيه أبوه وأمه منذ الطفولة بمستقبل كبير، فروي أن أبا سفيان نظر إليه وهو طفل فقال: «إن إبني هذا لعظيم الرأس، وإنه لخليق أن يسود قومه»، فقالت هند: «قومه فقط؟ ثكلته إن لم يسد العرب قاطبة.» وعن أبان بن عثمان قال: «كان معاوية يمشي وهو غلام مع أمه هند فعثر فقالت قم لا رفعك الله وأعرابي ينظر إليه فقال لم تقولين له فوالله إني لأظنه سيسود قومه فقالت لا رفعه الله إن لم يسد إلا قومه.»

## إسلامه
قيل أنه أسلم هو وأبوه وأمه وأخوه يزيد يوم فتح مكة،  وقيل أنه أسلم قبل الفتح وبقي يخفي إسلامه حتى عام الفتح، قال الذهبي: «أسلم قبل أبيه في عمرة القضاء، وبقي يخاف من الخروج إلى النبي صلى الله عليه وسلم، من أبيه.» وروي عن معاوية أنه قال:«لما كان عام الحديبية صدت قريش رسول الله صلى الله عليه وسلم عن البيت ودافعوه بالراح وكتبوا بينهم القضية، وقع الإسلام في قلبي، فذكرت ذلك لأمي هند بنت عتبة فقالت: إياك أن تخالف أباك، أو أن تقطع أمرا دونه فيقطع عنك القوت، فكان أبي يومئذ غائبا في سوق حباشة قال: فأسلمت وأخفيت إسلامي، فوالله لقد دخل رسول الله صلى الله عليه وسلم من الحديبية إني مصدق به، وأنا على ذلك أكتمه من أبي سفيان، ودخل رسول الله صلى الله عليه وسلم مكة عام عمرة القضية وأنا مسلم مصدق به، وعلم أبو سفيان بإسلامي فقال لي يوما: لكن أخوك خير منك، فهو على ديني، قلت: لم آل نفسي خيرا. وقال: فدخل رسول الله صلى الله عليه وسلم مكة عام الفتح فأظهرت إسلامي ولقيته فرحب بي.»

## أعماله

### أعماله في خلافة أبي بكر
تولى قيادة جيش إمداد لأخيه الصحابي يزيد بن أبي سفيان في خلافة أبي بكر، وأمره أبو بكر بأن يلحق به فكان غازيا تحت إمرة أخيه، وقاتل المرتدين في معركة اليمامة، ومن بعد ذلك أرسلهُ الخليفة أبو بكر مع أخيهِ يزيد لفتح الشام وكان معه يوم فتح صيدا وعرقة وجبل وبيروت وهم من سواحل الشام.

### ولاية الشام

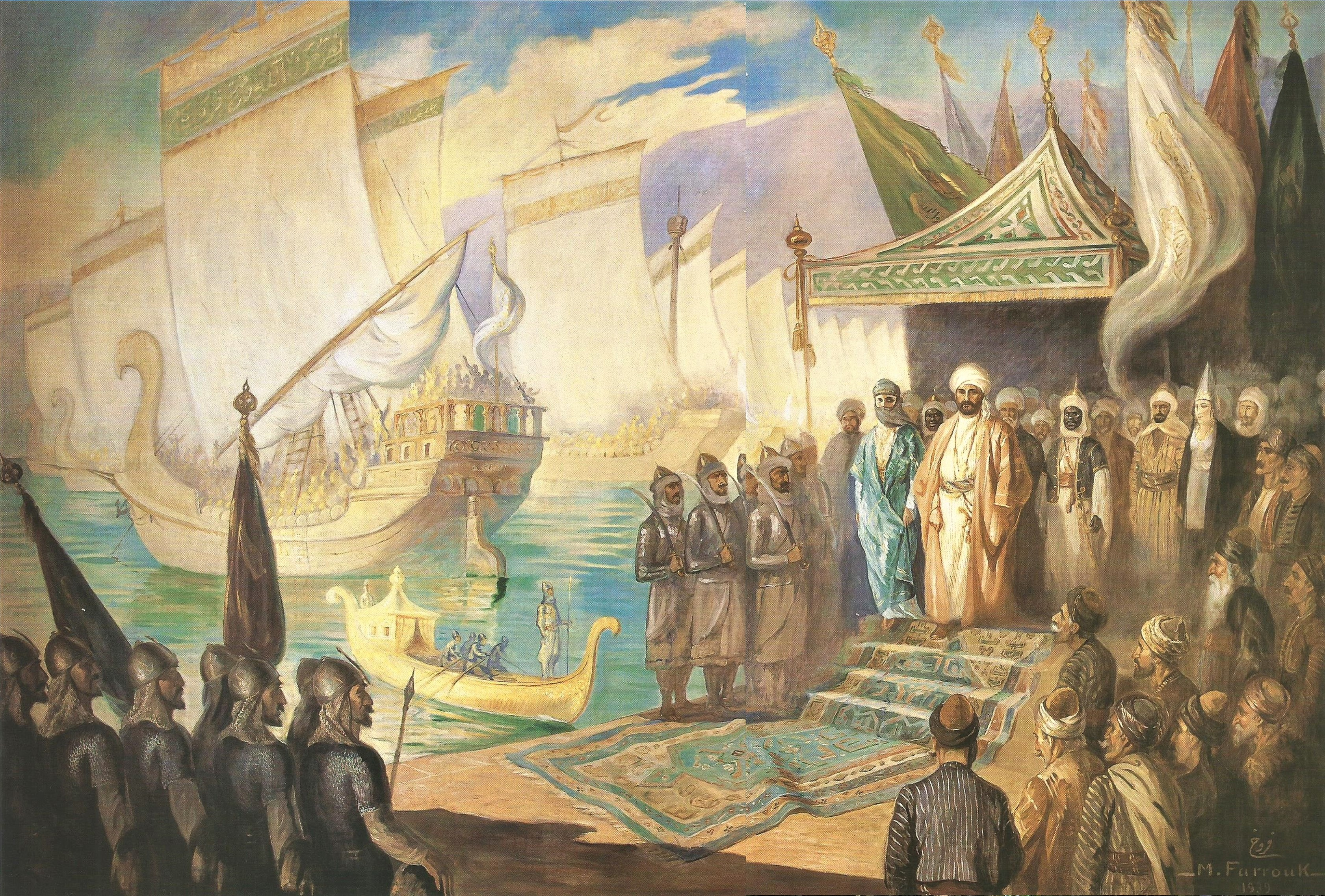
والي الشَّام مُعاوية بن أبي سُفيان يشهد إنزال أوَّل أُسطُولٍ إسلاميٍّ في مياه جُبيل أو بيروت تمهيدًا لِانطلاق المُسلمين نحو غزو البحر

تولى معاوية بن أبي سفيان ولاية الأردن في الشام سنة 21 هـ في عهد عمر بن الخطاب. وبعد موت أخيه يزيد بن أبي سفيان من طاعون عمواس، ولاه عمر بن الخطاب ولاية دمشق وما يتبع لها من البلاد، ثم جمع له الخليفة عثمان بن عفان على ولاية الشام كلها، فكان من ولاة أمصارها. وبعد موت عثمان بن عفان سنة 35 هـ نادى بأخذ الثأر من قتلة الخليفة عثمان بن عفان وحرض على قتالهم. وقبل ذلك وقعت موقعة الجمل حيث كانت عائشة بنت أبي بكر زوجة النبي محمد في جيش يقاتل للقصاص من قتلة الخليفة عثمان بن عفان وكان في قيادة الجيش طلحة بن عبيد الله والزبير بن العوام وكانوا خرجوا جميعا لأخذ الثأر من قتلة عثمان بن عفان ، وبعد موقعة الجمل قاد معاوية جيشاً ضد خليفة المسلمين علي بن أبي طالب وكانت موقعة صفين التي انتهت بالتحكيم الجبري، وبعد مقتل أمير المؤمنين علي بن أبي طالب تولى الحسن بن علي الخلافة فثار معاوية على الحسن وحاربه فما كان من الحسن إلا أن حقن دماء المسلمين وأقام عهداً مع معاوية ينص على أنه يبايع معاوية على مابايع المسلمون عليه أبابكر وعمر وان يسير بسيرتهم وان الأمر يعود للمسلمين لاختيار خليفتهم بعد وفاة معاوية وهذا ما لم يحدث، وبموجب ذلك العهد تسلم معاوية الحكم فأصبح خليفة المسلمين في دمشق عاصمة دولة الخلافة الإسلامية.

## سياسته الداخلية
- إنشاء الدواوين المركزية:[20]
  - ديوان الرسائل: هو الهيئة المشرفة على تحرير رسائل الخليفة وأوامره وعهوده.[20]
  - ديوان الخاتم: أنشأ معاوية ديوان الخاتم لتحقيق السرية والأمان لمراسلات الدولة.[20]
  - ديوان البريد: حيث أدخل نظام البريد إلى الدولة الإسلامية في دمشق.[20]
  - نظام الكتبة: حيث عين كاتب لديوان الرسائل، وكاتب لديوان الخراج، وثالث لديوان الجند، ورابع لديوان، الشرطة وخامس لديوان القضاء.[20]
- توطين الأمن في خلافته:[20]
- الحاجب: حيث كان أول من اتخذ الحاجب في الإسلام، لكي يتجنب محاولات الاعتداء عليه.[20]
- الحرس: وهو أيضا أول من اتخذ الحرس في الدولة الإسلامية، خوفا من الخوارج الذين يريدون قتله.[20]
- الشرطة: وظيفتها المحافظة على الأمن والنظام.[20]
- حسن اختيار الرجال والأعوان.[20]
- استخدام المال في تأكيد الولاء.[20]
- اتباع سياسة الشدة واللين.[20]
- جهاز المخابرات: كانت الأجهزة الداخلية والخارجية في عهد معاوية قوية جدًا، وما يدل على قوتها:[20]
  - اطلاعه على المراسلات التي بين الحسين وأهل العراق.[20]
  - قصة الأسير المسلم عند البيزنطين، الذي لطم على وجهه بين يدي ملك الروم وقول الأسير: وا إسلاماه أين أنت يا معاوية، ووصل الخبر عند معاوية.[20]
- الاهتمام ببناء الجيش الإسلامي.[20]

## وفاته
توفّي في دمشق عن 78 سنة بعدما عهد بالأمر إلى ابنه يزيد بن معاوية ودفن في دمشق وكانت وفاته في رجب سنة 60 هـ كان خلالها والياً لـ 20 عامًا وخليفة لـ 20 عامًا أخرى.
تولى معاوية بن أبي سفيان الشام بعد أخيه يزيد في زمن عمر بن الخطاب، ولم يزل بها متوليا حاكما إلى أن مات، ودام حكمه أربعون سنة منها في أيام عمر أربع سنين أو نحوها، ومدة خلافة عثمان، وخلافة علي بن أبي طالب وابنه الحسن بن علي، وذلك تمام عشرين سنة، ثم استوثق له الأمر بتسليم الحسن بن علي إليه في سنة إحدى وأربعين هجرية، ودام له عشرين سنة. ومات في شهر رجب بدمشق، وله ثمان وسبعون سنة. وكان أصابته في آخر عمره لقوة، وكان يقول في آخر عمره: ليتني كنت رجلا من قريش بذي طوى، ولم أر من هذا الأمر شيئا. قال الملا علي القاري: «وكان عنده إزار رسول الله ﷺ ورداؤه وقميصه وشيء من شعره وأظفاره فقال: كفنوني في قميصه، وأدرجوني في ردائه، وأزروني بإزاره، واحشوا منخري وشدقي ومواضع السجود من شعره وأظفاره، وخلوا بيني وبين أرحم الراحمين».

## حياته الشخصية

### إخوته
له من الأخوة: يزيد بن أبي سفيان، وعتبة بن أبي سفيان، وعنبسة بن أبي سفيان. ومن الأخوات: أم المؤمنين أم حبيبة بنت أبي سفيان، وأم الحكم بنت أبي سفيان، وعزة بنت أبي سفيان، وأميمة بنت أبي سفيان.

### أُسرتُه
- تزوّج ميسون بنت بحدل وأنجبت له يزيد. وقد طلّقها.
- فاختة بنت قرظة وأنجبت له عبد الله وعبد الرحمن.
- كنود بنت قَرَظة، تزوّجها بعد أن طلّق اختها فاختة.
- ونائلة بنت عمارة الكلبية ثم طلقها.

ومن بناته: رملة تزوجها عمرو بن عثمان بن عفان. وهند تزوجها عبد الله بن عامر. وعائشة وعاتكة وصفية.

### صفته الخَلقيّة
ذكر ابن أبي الدنيا، وغيره:أن معاوية كان طويلا، أبيض، جميلا، إذا ضحك انقلبت شفته العليا، وكان يخضب.

### أخلاقُه
كان كريما سخيا خاصة مع أهل البيت والصحابة ولذلك شواهد منها:
- بعث مرة إلى عائشة بمائة ألف درهم، فوالله ما أمست حتى فرقتها[25]
- كان معاوية إذا تلقى الحسن بن علي قال له مرحبا وأهلا بابن رسول الله وإذا تلقى عبد الله بن الزبير قال له مرحبا بابن عمة رسول الله وأمر للحسن بن علي بثلاثمائة ألف وعبد الله بن الزبير بمائة ألف.[26]
- روى الإمام أحمد عن علي بن أبي حملة عن أبيه قال: رأيت معاوية على المنبر بدمشق يخطب الناس وعليه ثوب مرقوع.[27]
- عن يونس بن ميسر الحميري الزاهد ـ وهو من شيوخ الأوزاعي ـ قال: «رأيت معاوية في سوق دمشق وهو مُرْدِفٌ وراءَه وصيفًا[28]، وعليه قميص مرقوع الجَيْب يسير في أسواق دمشق.[29]
- قال ابن عمر عن حلم معاوية:(معاوية من أحلم الناس قالوا يا أبا عبد الرحمن وأبو بكر قال أبو بكر خير من معاوية ومعاوية من أحلم الناس).[30]
- قال قبيصة بن جابر:(صحبت معاوية بن أبي سفيان فما رأيت رجلا أثقل حلما ولا أبطأ جهلا ولا أبعد أناة منه).[31][32][33]

## ميراثه

### نظرة أهل السنة والجماعة لمعاوية
يلقبه أهل السنة والجماعة بخال المؤمنين، ويذكرون أنه كان بعد إسلامه يكتب الوحي بين يدي الرسول محمد بن عبد الله صلى الله عليه وسلم.
وأخرج البخاري في صحيحه (2636)، ومسلم (5925) عن أنس بن مالك عن خالته أم حرام بنت ملحان قالت: نام النبي ﷺ يوماً قريباً مني ثم أستيقظ يبتسم فقلت: ما أضحكك ؟ قال: «أناس من أمتي عرضوا علي يركبون هذا البحر الأخضر كالملوك على الأسرة»، قالت: فادع الله أن يجعلني منهم، فدعا لها ثم نام الثانية ففعل مثلها فقالت قولها، فأجابها مثلها، فقالت: أدع الله أن يجعلني منهم، فقال: «أنت من الأولين» فخرجت مع زوجها عبادة بن الصامت غازياً. أول ما ركب المسلمون البحر مع معاوية فلما انصرفوا من غزوتهم قافلين فنزلوا الشام فقربت إليها دابة لتركبها فصرعتها فماتت وهذا الحديث فيه منقبة لمعاوية بن أبي سفيان  وذلك لأن أول جيش غزى في البحر كان بإمرة معاوية (فتح الباري (11/75).) وقال المناوي في «فيض القدير» (3/84): «أي فعلوا فعلاً وجبت لهم به الجنة أو أوجبوا لأنفسهم المغفرة والرحمة». قال ابن عبد البر في «التمهيد» (1/235): «وفيه فضل لمعاوية رحمه الله إذ جعل من غزا تحت رايته من الأولين ورؤيا الأنبياء صلوات الله عليهم وحي».
عن أبي إدريس الخولاني قال لما عزل عمر بن الخطاب عمير ابن سعد عن حمص ولى معاوية فقال الناس عزل عميرا وولى معاوية قال عمير بن سعد  : لا تذكروا معاوية إلا بخير فإني سمعت رسول الله? يقول: «اللهم أجعله هادياً مهدياً واهد به».
وروى مسلم في صحيحه في باب «باب من لعنه النبى -- أو سبه أو دعا عليه وليس هو أهلا لذلك كان له زكاة وأجرا ورحمة.» عن ابن عباس قال «كنت ألعب مع الصبيان فجاء رسول الله -- فتواريت خلف باب - قال - فجاء فحطأني حطأة وقال « اذهب وادع لي معاوية ». قال فجئت فقلت هو يأكل - قال - ثم قال لي « اذهب وادع لي معاوية ». قال فجئت فقلت هو يأكل فقال «لا أشبع الله بطنه». قال ابن المثنى قلت لأمية ما حطأني قال قفدني قفدة.» وقال الإمام النووي في شرح صحيح مسلم (16/156) «وقد فهم مسلم  من هذا الحديث أن معاوية لم يكن مستحقا للدعاء عليه فلهذا أدخله في هذا الباب وجعله غيره من مناقب معاوية لانه في الحقيقة يصير دعاء له» وقال الحافظ الذهبي في «تذكرة الحفاظ» (2/699): «لعل هذه منقبة لمعاوية لقول النبي? : «اللهم من لعنته أو شتمته فاجعل ذلك له زكاة ورحمة».
والجدير بالذكر أن الرسول صلي الله عليه وسلم قد أشار أن خلافة النبوة من بعده ثلاثون عاما ثم ملك ورحمة، ومن المعروف أن الرسول محمد بن عبد الله قد توفي سنة 11 هـ، أي أن في عام 41 هـ قد اكتملت الثلاثون عاما التي قد أشار إليها النبي محمد. حيث قال النبي محمد: «الخلافة بعدي في أمتي ثلاثون سنة، ثم ملك بعد ذلك» بالإضافة إلى الحديث الصحيح الآخر الذي أورده البخاري في صحيحه وهو:«أخرج النبي  ذات يوم الحسن، فصعد به على المنبر، فقال: ابني هذا سيد، ولعل الله أن يصلح به بين فئتين من المسلمين.»
وبالجملة فالصحابة كلهم عدول قال النووي في التقريب: "الصحابة كلهم عدول من لابس الفتن وغيرهم بإجماع من يعتد به (تقريب النواوي مع شرحه تدريب الراوي 2/214) قال الذهبي في «السير» (3/132): «حسبك بمن يؤمره عمر ثم عثمان على إقليم - وهو ثغر - فيضبطه ويقوم به أتم قيام ويرضى الناس بسخائه وحلمه وإن كان بعضهم تألم مرة منه وكذلك فليكن الملك وإن كان غيره من أصحاب رسول الله ؟ خيراً منه بكثير، وأفضل وأصلح، فهذا الرجل ساد وساس العالم بكمال عقله وفرط حلمه، وسعة نفسه وقوة دهائه، ورأيه وله هنات وأمور، والله الموعد. وكان محبباً على رعيته، عمل نيابة الشام عشرين سنة والخلافة عشرين سنة ولم يهجه أحد في دولته، بل دانت له الأمم وحكم على العرب والعجم، وكان ملكه على الحرمين ومصر والشام والعراق وخراسان وفارس والجزيرة واليمن والمغرب وغير ذلك.
وقد ألَّف الإمام ابن حجر الهيتمي (ت 974هـ) كتاباً في فضائل معاوية، جمع فيه أقوال علماء أهل السنة فيه وردودهم على الطاعنين به، وسماه «تطهير الجنان واللسان عن ثلب معاوية بن أبي سفيان»، ومن تلك المناقب المذكورة:
1. كتابته للوحي.
2. دعاء النبي له.
3. وصف النبي له بأنه أحلم الأمة وأجودها.
4. أنه أمين على كتاب الله.
5. أنه أحد أصهار النبي.
6. أنه بُشر بالخلافة.
7. أنه تولى لعمر وعثمان دمشق.
8. قوة حجته في استنباط الأدلة.
9. ثناء علي بن أبي طالب عليه.
10. أنه أظهر منذ صغره مخايل نجابته.
11. شهادة ابن عباس له بأهليته للملك.
12. شهادة أبي الدرداء بأن صلاته أشبه بصلاة النبي.
13. طرف مما عنده من العلم والمعرفة.
14. روايته عن أكابر الصحابة وأكابر التابعين عنه.
15. إخباره عن أمور مغيبة.
16. شهادة بعض الصحابة على أفضليته.
17. روايته عن النبي في الصحيحين.

### نظرة الشيعة لمعاوية
يرى الشيعة معاوية بن أبي سفيان بأنه خارج على إمام زمانه علي بن أبي طالب وحارب عليًّا في صفين، ونفى الصحابي أبا ذر الغِفاري من الشام، وقائد الفئة الباغية التي قتلت الصحابي عمار بن ياسر الذي قال فيه الرسول: «ويح عمار تقتله الفئة الباغية، يدعوهم إلى الجنة ويدعونه إلى النار» وكان من مؤيدي إشعال معركة الجمل، ففي رسالة بعث بها إلى الزبير بن العوَّام قال:«فإني قد بايعت لك أهل الشام فأجابوا واستوسقوا كما يستوسق الجلب، فدونكَ الكوفة والبصرة، لا يسبقك إليها ابن أبي طالب، فإنه لا شيء بعد هذين المصريين، وقد بايعت لطلحة بن عبيد الله من بعدك، فأظهرا الطلب بدم عثمان، وأعدوا الناس إلى ذلك، وليكن منكما الجد والتشمير، أظفركما الله وخذل مناوئكما».
وسنَّ معاوية سبَّ علي بن أبي طالب على المنابر والانتقاص والاستهزاء منه ومن أهله وأنصاره، فعن عامر بن سعد بن أبي وقاص عن أبيه قال: «أمر معاوية بن أبي سفيان سعداً، فقال : ما منعك أن تسبَّ أبا التراب، فقال : أما ما ذكرت فثلاث قالهنَّ له رسول الله  فلن أسبَّه، لأن تكونَ لي واحدة منهنَّ أحبُّ إليَّ من حُمْر النَّعَم». وكانت من وصايا معاوية للمغيرة عندما ولاه الكوفة «أما بعدُ، فإن لذي الحِلم قبل اليوم ما تقرع العصا، وقد أردت إيصاءك بأياء كثيرة فأنا تاركها اعتمادا على بصرك... ولست تاركًا إيصاءك بخصلة لا تتحمّ عن شتم عليٍّ وذمِّه والترحُّم على عثمان والاستغفار له، والعيب على أصحاب علي والإقصاء لهم».
وإضافة إلى طمعه في الخلافة فقد أوصى بالخلافة لغير أهلها كما ذكر ذلك معاوية بن يزيد بقوله: «إنَّ هذه الخلافة حبلُ الله وإنَّ جدِّي معاوية نازع الأمر أهله ومَن هو أحقُّ به منه عليَّ بن أبي طالب، وركب بكم ما تعلمون حتى أتته منيَّته فصار في قبره رهينًا بذنوبه، ثم قلَّد أبي الأمرَ وكان غيرَ أهل له، ونازع ابنَ بنت رسول الله ، فقصف عمره، وانبتر عقبه، وصار في قبره رهينًا بذنوبه، ثم بكى وقال: مِنْ أعظم الأمور علينا علمنا بسوء مصرعه وبؤس منقلبه، وقد قتل عِترة رسول الله ، وأباح الخمر وخرَّب الكعبة».
يرى الشيعة أن معاوية وأباه أسلموا كارهين يوم الفتح، عندما لقَّبهم النبي محمد مع جماعتهم بـ (الطلقاء)، فيشكِّكون في إسلامهم، مستشهدين بحوادثَ مثل ما ورد عند ابن أبي الحديد أنه لمَّا وُلِّي أبو بكر قال أبو سفيان لعلي بن أبي طالب: "ولَّيتُم هذا الأمرَ أذلَّ بيت في قريش، أما والله لئن شئتَ لأملأنَّها على أبي فصيل، خًيلًا ورَجْلًا"، وردَّ عليه علي: "إنك والله ما أردت بهذا إلا الفتنة، وإنك والله طالما بغَيتَ الإسلام شرًّا). ويرون أنه كما كان أبو سفيان رأسَ أعداء النبي محمد، كان معاوية رأسَ أعداء علي، وكان يزيد رأسَ أعداء الحسين، وأن الصراع الهاشمي الأموي الذي كان منذ الجاهلية واستمرَّ إلى الإسلام، ما هو إلا صراع بين الإسلام والنفاق.

## في التلفاز والإعلام
قدمت شخصية معاوية بن أبي سفيان في عدد من المسلسلات التلفازية العربية والفارسية
- 2002: مسلسل رجل الأقدار عن قصة حياة عمرو بن العاص بطولة نور الشريف. وأدَّى دور معاوية  الممثل محمود مسعود.
- 2010: مسلسل القعقاع بن عمرو التميمي عن قصة حياة القعقاع بن عمرو التميمي بطولة سلوم حداد. وأدَّى دور معاوية  الممثل قيس شيخ نجيب.
- 2010: مسلسل  معاوية والحسن والحسين، وأدَّى دور معاوية الممثل رشيد عساف.
- 2025: مسلسل معاوية، وأدَّى دور معاوية الممثل لجين إسماعيل.

## وصلات خارجية
- معاوية بن أبي سفيان، سير أعلام النبلاء، للحافظ الذهبي
- معاوية بن ابي سفيان - الموسوعة المعرفية الشاملة
- معاوية بن أبى سفيان نسخة محفوظة 16 أبريل 2010 على موقع واي باك مشين.، د.راغب السرجاني، موقع قصة الإسلام
- سُئلَ بن تيمية: عن إسلام معاوية بن أبي سفيان، متى كان؟، مجموع فتاوى بن تيمية - المجلد الرابع (العقيدة)، موقع طريق الإسلام
- معاوية بن ابي سفيان  موقع طريق الإسلام

| قبلــه: الحسن بن علي | الخلافة الإسلامية 662-680 | بعــده: يزيد بن معاوية |

| قبلــه: لا أحد | الخلافة الأموية 662-680 | بعــده: يزيد بن معاوية |